# Karabin przeciwpancerny

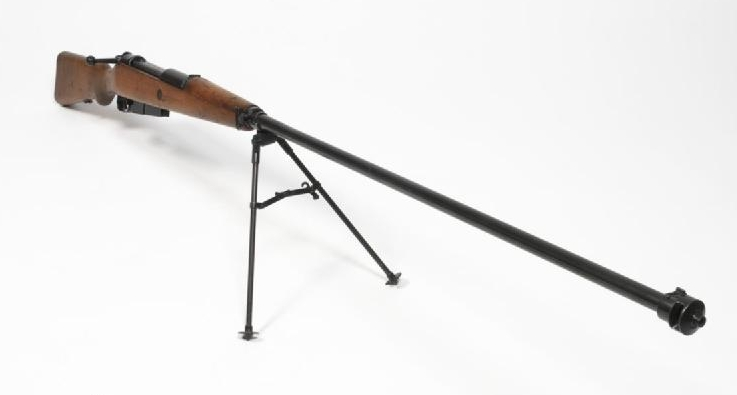
Polski karabin przeciwpancerny wz. 35 „Ur”

Karabin przeciwpancerny (pot. rusznica przeciwpancerna) – odmiana karabinu przeznaczona do zwalczania czołgów i innych pojazdów pancernych, o kalibrze do 20 mm.

## Historia

### Początkowe improwizacje

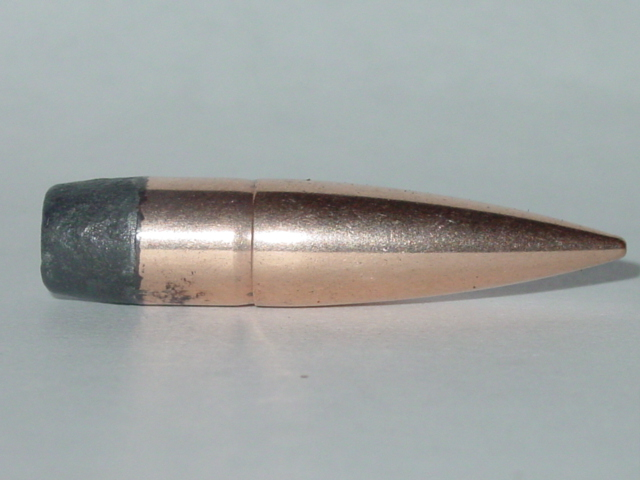
Pocisk K Patrone

Po pojawieniu się na polach bitew I wojny światowej brytyjskich czołgów, rozpoczął się wyścig zbrojeń pomiędzy grubością ich pancerza a możliwościami jego penetracji przez żołnierzy piechoty. Pierwszą, improwizowaną odpowiedzią niemiecką na ten problem był tzw. „odwrócony nabój”, wystrzeliwany ze standardowych karabinów powtarzalnych. Był to zwykły nabój typu 7,92 × 57 mm Mauser z nieco powiększonym ładunkiem prochowym i pociskiem obróconym o 180°, co dawało mu nieco większą możliwość przebicia pancerza.
Następnym krokiem był specjalnie zaprojektowany nabój przeciwpancerny K Patrone 7,92 mm. Miał on zwiększony ładunek prochowy i pocisk ze stalowym rdzeniem. K Patrone miał początkowo ok. 30% szansę na przebicie pancerza grubości 8 mm, jednak wraz z jego pogrubieniem zaczął tracić na skuteczności, sprawdzając się głównie przy niszczeniu samochodów pancernych. Ponadto do istotnych wad tego naboju zaliczał się znaczny wpływ na szybkie zużywanie się luf karabinów oraz tendencja do zakleszczania się ich zamków, które niejednokrotnie można było otworzyć dopiero po użyciu młotka.

### Powstanie i rozwój

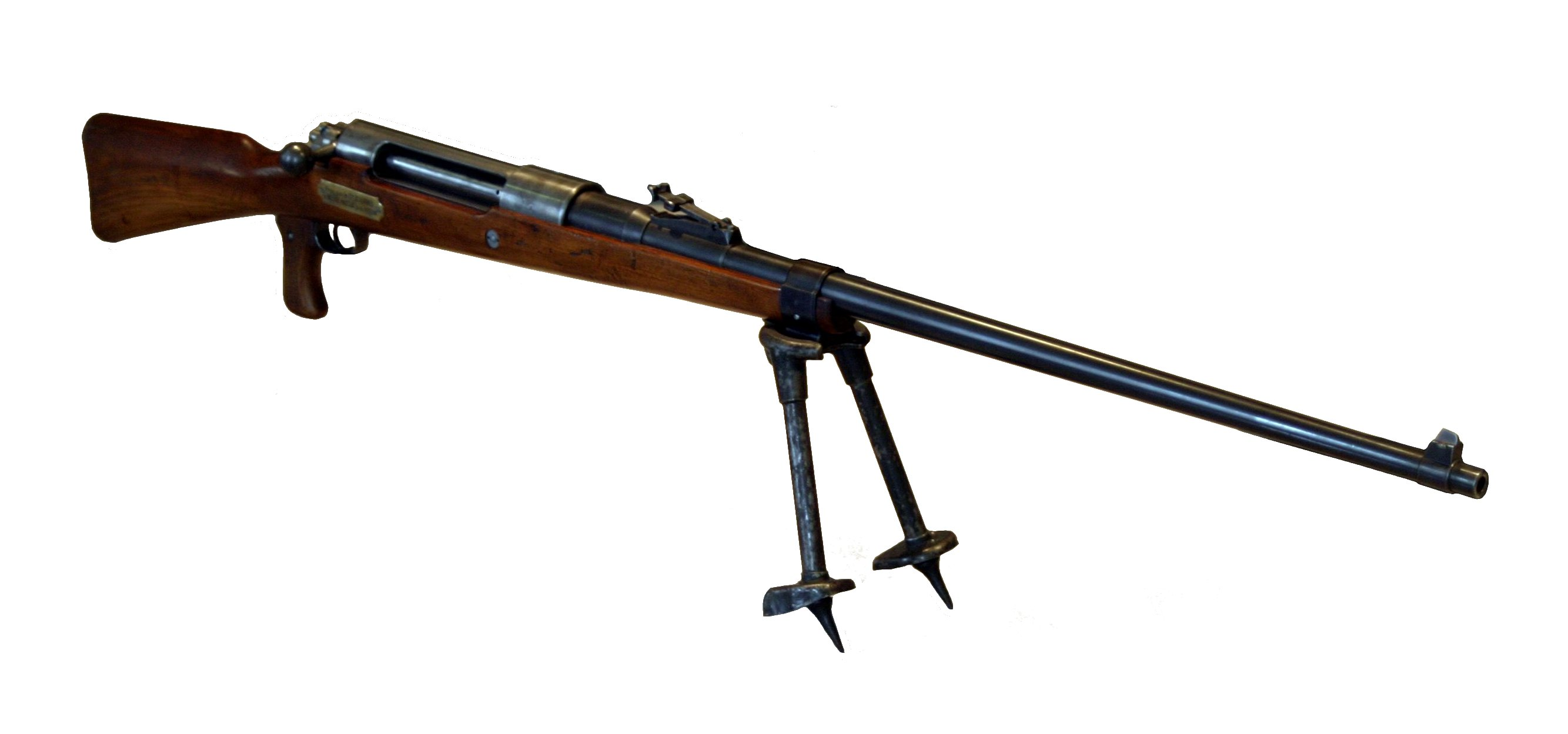
Mauser M1918

Z czasem opracowano broń wyspecjalizowaną do zwalczania pojazdów pancernych. Pierwszym karabinem przeciwpancernym został Mauser M1918 kalibru 13,2 mm, zdolny przebijać pancerze nowszych czołgów. Karabin nie cieszył się jednak popularnością wśród żołnierzy, ze względu na znaczny odrzut mogący doprowadzić do złamania obojczyka strzelca.

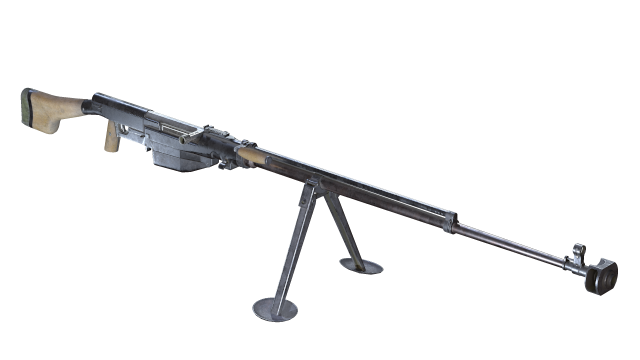
PTRS

Koncepcja karabinów przeciwpancernych była dalej rozwijana w dwudziestoleciu międzywojennym. W latach 30 XX w. można było zaobserwować wprowadzenie szeregu konstrukcji tego typu broni w poszczególnych państwach. Jako przykład mogą posłużyć brytyjski Boys, niemiecki PzB 38, polski wz. 35 („Ur”), fiński Lahti L-39 czy japoński Typ 97. Badania nad karabinami przeciwpancernymi prowadzono także w Stanach Zjednoczonych, nie opracowano tam jednak karabinu stricte przeciwpancernego, wykorzystując w tej roli 12,7 mm karabin maszynowy Browning M2.
Konstrukcję karabinów przeciwpancernych rozwijano jeszcze na początku II wojny światowej (np. radzieckie PTRD i PTRS), jednak wobec intensywnego rozwoju opancerzenia czołgów broń ta stała się wkrótce całkowicie bezużyteczna (nadając się tylko do zwalczania lekko opancerzonych pojazdów). Ostatecznie w trakcie tego konfliktu karabiny przeciwpancerne zostały całkowicie wyparte przez o wiele  skuteczniejsze granatniki przeciwpancerne (np. Bazooka, Panzerfaust, PIAT), które używane są w roli ręcznej broni przeciwpancernej do dziś.
Zarzucona koncepcja karabinów przeciwpancernych okazała się jednak protoplastą projektu używanych współcześnie wielkokalibrowych karabinów wyborowych przeznaczonych do niszczenia sprzętu technicznego.